# Democraten Schiermonnikoog 2010
Democraten Schiermonnikoog 2010, kortweg DS10,  is een eind 2009 opgerichte lokale politieke partij in de Nederlandse gemeente Schiermonnikoog. De partij is opgericht door een aantal inwoners - waaronder oud-wethouder Jan Dijkstra en partijleider Marijke Rupert - uit onvrede met de manier waarop de gemeente in de collegeperiode 2006-2010 werd bestuurd. De partij haalde bij de verkiezingen van 2010 een van de negen zetels in de gemeenteraad.
Bij de volgende verkiezingen behaalde de partij twee zetels en leverde een van de twee wethouders.
Na onenigheid binnen de partijgelederen en een vergeefse zoektocht naar nieuwe - en vooral jongere - kandidaten besloot de partij zichzelf op te heffen en leverde geen kieslijst in voor de verkiezingen van 2018.